# شمس‌الدین گون‌آلتای
شمس‌الدین گون‌آلتای (انگلیسی: Şemsettin Günaltay؛ ۱۷ ژوئیه ۱۸۸۳ – ۱۹ اکتبر ۱۹۶۱) یک سیاست‌مدار، و تاریخ‌نگار اهل ترکیه بود.